# CHL Import Draft 1992
CHL Import Draft 1992 – pierwszy draft CHL w historii.

## Wybrani
Pozycje: B – bramkarz, O – obrońca, C – center, LS – lewoskrzydłowy, PS – prawoskrzydłowy

Ligi: OHL – Ontario Hockey League, QMJHL – Quebec Major Junior Hockey League, WHL – Western Hockey League
| #  | Zawodnik (pozycja)   | Pochodzenie | Klub macierzysty | Klub wybierający (liga)      |
| -- | -------------------- | ----------- | ---------------- | ---------------------------- |
| 1  | Václav Slánský (C)   | Czechy      | Kladno Sitna     | Red Deer Rebels (WHL)        |
| 2  | Wiktor Kozłow (PS)   | Rosja       | Łada Togliatti   | Kitchener Rangers (OHL)      |
| 4  | Milan Hnilička (B)   | Czechy      | HC Kladno        | Swift Current Broncos (WHL)  |
| 6  | David Výborný (PS)   | Czechy      | Sparta Praga     | Saint-Jean Lynx (QMJHL)      |
| 25 | Richard Šafárik (PS) | Słowacja    | Martin           | Victoriaville Tigres (QMJHL) |
| 35 | Marián Kacíř (PS)    | Czechy      | HC Vítkovice U20 | Owen Sound Platers (OHL)     |